# 토로 (캄포바소도)
토로(이탈리아어: Toro)는 이탈리아 몰리세주 캄포바소도의 코무네다. 캄포바소로부터 동쪽 8km 거리에 있다.